# روث كيمارايس
روث كيمارايس (بالإنجليزية: Ruth Guimarães)‏ (13 يونيو 1920 في البرازيل - 21 مايو 2014)؛ كاتِبة، صحفية، شاعرة، مؤرخة إخبارية وروائية برازيلية. درست في جامعة ساو باولو.